# حارة بنك الدم (صنعاء)
حارة بنك الدم هي إحدى حارات حي التحرير بمديرية التحرير إحد مديريات العاصمة اليمنية صنعاء، بلغ تعداد سكانها 1221 نسمة حسب تعداد اليمن لعام 2004.